# Мир Али Тебризи
Хаджа Мир Али ибн Ильяс Тебризи (перс. میرعلی تبریزی‎) — персидский каллиграф, традиционно считаемый создателем почерка Насталик.

## Жизнь
Происходит из Тебриза. Согласно легенде, был потомком пророка Мухаммеда. Мира Али Тебризи традиционно считают создателей почерка Насталик; по мнению Элайн Райт (англ. Elaine Wright), Насталик постепенно развивался разными писцами Шираза XIV века и был только доведён по окончательного вида Миром Али Тебризи. Этот вид каллиграфии в арабской вязи вскоре вытеснил «классическую шестерку» (насх, мухаккак, сулюс, рук’а, рейхани и тауки) и получил широкое распространение по всему Востоку. Его главной целью, как отмечает Британская энциклопедия, было удовлетворение потребностей персидского языка. На протяжении двух столетий после его смерти насталик оставался преобладающим каллиграфическим стилем в Персии.

## Творчество

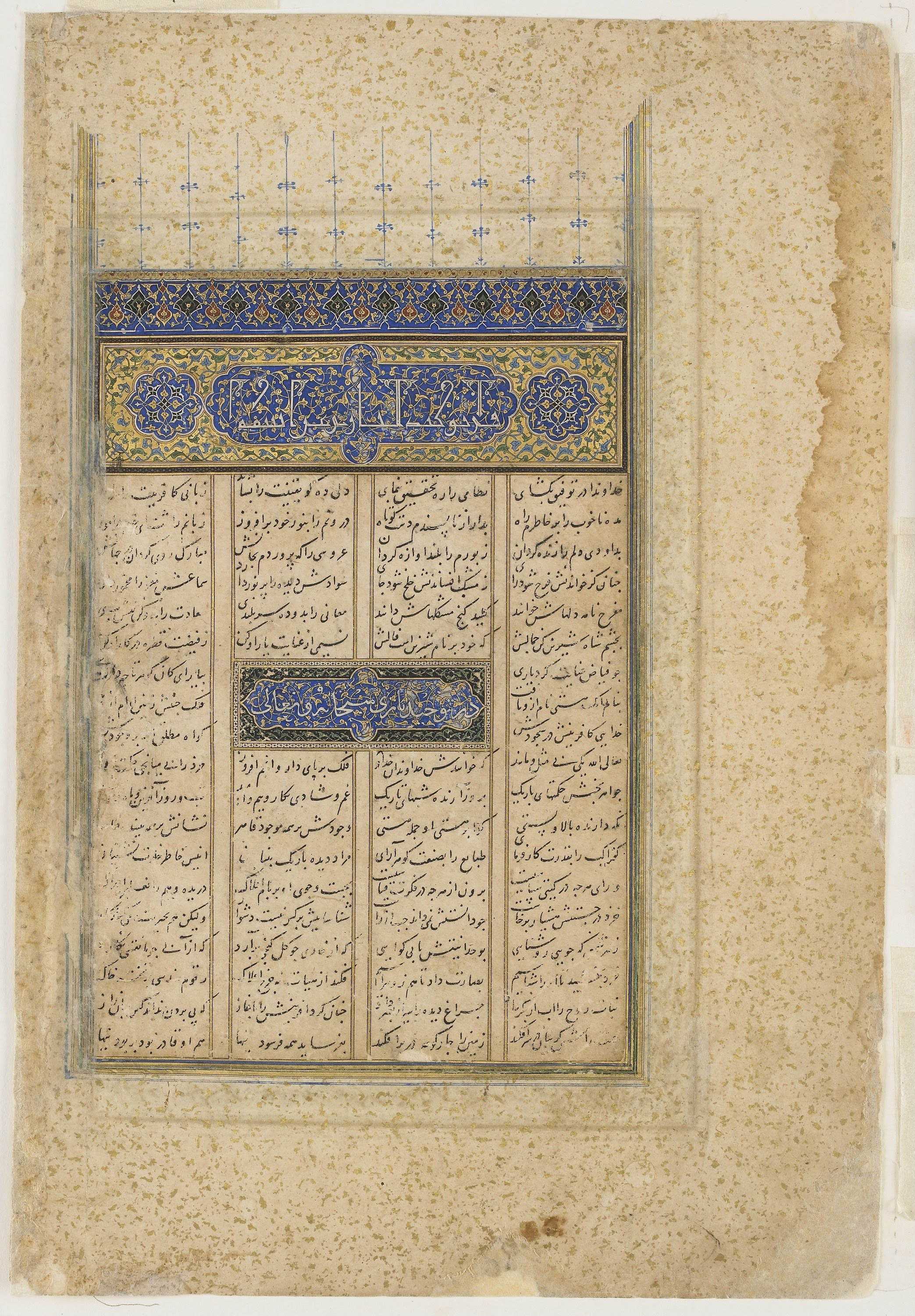
Страница копии поэмы «Хосров и Ширин» классика персидской поэзии Низами, написанный почерком насталик. Тебриз, ок. 1410 год, Галерея искусств Фрира

Во времена Амира Тимура Мир Али уже получил известность как основоположник направления насталик и считался одним из уважаемых каллиграфов во всех пределах огромной Тимуридской империи, включая Иран. Его рукописи теперь украшают музеи Лондона, Тегерана и Санкт-Петербурга.
Его первым учеником, освоившим Насталик, стал его сын Мир Абдулла Тебризи. Мир Абдулла также зарекомендовал себя как мастер-каллиграф во многих странах и получил прозвище «Шекери-калям» («Сладкое перо»). Одним из учеников Мир Абдуллы был Джафар Тебризи, много сделавший для развития линии Насталик и называвшийся вторым мастером этой линии (мухтаре ус-сани).